# Botryotinia ranunculi
Botryotinia ranunculi är en svampart som beskrevs av Hennebert & J.W. Groves 1963. Botryotinia ranunculi ingår i släktet Botryotinia och familjen Sclerotiniaceae.   Inga underarter finns listade i Catalogue of Life.